# Rozsochatec
Rozsochatec település Csehországban, a Havlíčkův Brod-i járásban. Rozsochatec Dolní Krupá, Čachotín, Chotěboř és Horní Krupá településekkel határos. Lakosainak száma 537 fő (2024. január 1.).

## Népesség
A település lakosságának változását az alábbi diagram mutatja:
| Lakosok száma | 471  | 440  | 515  | 515  | 524  | 505  | 504  | 497  | 480  | 537  |
|               | 1869 | 1900 | 1921 | 1961 | 1980 | 2011 | 2016 | 2019 | 2021 | 2024 |